# 서울우유협동조합
서울우유협동조합(서울牛乳協同組合)은 유제품을 생산하며 상호금융업을 영위하는 대한민국의 협동조합이다.

## 보유 상표
주요 브랜드로서 서울우유, 앙뜨, 아침에주스 , 저지방우유, 무지방우유, 요하임, 쉐이킹, 목장의 신선함이 살아있는 우유, 목장의 신선함이 살아있는 요구르트 등을 보유하고 있다. 그 외에도 "원두밀", 스타벅스 디스커버리즈, 도토루 등을 생산 판매한다.

## 주요 제품
우유, 요구르트, 주스, 두유, 치즈, 크림, 버터, 연유 등은 주요 제품이다.

## 조합 운영

### 조합원
조합원의 탈퇴와 가입은 자유이다. 조합에 가입하려면 젖소 5두 이상으로 일정 규모의 낙농업을 경영하여야 하며, 소정의 출자금을 납입하면 조합원의 자격을 얻을 수 있다.

### 공장 및 연구소
공장은 경기도 양주시 덕계동, 경기도 용인시 기흥구 마북동, 경기도 안산시 단원구 신길동, 경상남도 거창군 거창읍 정장리 등지에 위치한다.

## 사건
- 2011년 2월 15일 서울우유협동조합은 자사의 우유를 공급하고 있는 2차가공업체에 우유의 공급가를 10~60% 인상하겠다라고 발표하였으나 철회하였다.[4]

- 2011년 6월 24일 한국의 경쟁규제기관은 서울우유협동조합이 판매하고 있는 치즈 상품의 가격을 매일유업, 남양유업, 동원데어리푸드 등과 함께 담합하여 인상한 것에 대해 시정 명령을 내리고 35억 9천 600만원의 과징금을 부과하였다. 담합 내용은 2007년 7월 치즈업체 직원간 모임인 유정회에서 업소용 피자치즈 가격 인상에 합의하고 1차로 각각 11~18%씩 가격을 인상하였으며, 그해 9월부터 2008년 3월까지 또 다시 10-19%를 인상한 것과 2007년 9월 소매용 가공치즈, 피자치즈, 업소용 가공치즈 등의 가격에 대하여서도 공동 인상키로 합의하고 그해 10월부터 2008년 6월까지 시차를 두고 이를 실행에 옮기었다. 2008년 8월에 소매, 업소용 가공 치즈, 피자치즈 등을 15~20%씩 인상에 합의한 뒤 약간의 시차를 두어가며 가격을 인상한 것이다.[5]

### 행사
- 2003년 요구르트 홍보를 위한 "누드 행사 사진" 을 주관하여 논란을 일으킨 서울우유 마케팅 팀장 강씨 유죄가 확정됐다. 대법원 2부는 2006년 1월 19일, 공연 음란죄로 기소된 강씨 유죄를 인정하여 벌금 500만원을 선고한 원심을 확정하였다. 행사에 참여하였던 한국누드모델 협회장 박씨에게 벌금 200만원, 여성들 2명에게는 벌금 50만원이 각각 부과됐다. 서울우유가 주최한 이 행사는 2003년 1월 서울 인사동 한 화랑에서 호기심이 동한 남자 관람객들이 지켜보는 가운데 성황리에 열렸다. 알몸 여성 3명이 밀가루를 바르고 분무기로 요구르트를 서로 몸에 장난스럽게 뿌리는 맨 몸 상황을 연출하였다. 높은 구두와 머리 수건만 두른 이들은 관객들에게 요구르트를 던지기도 하였다. 재판부는 "알몸에 밀가루를 바른 여성들이 분무기로 요구르트를 뿌려 밀가루를 벗겨내 알몸을 드러내는 행위는 음란하다. 이 행사에 행위예술 성격이 없지 않지만, 행위 주목적이 상업적인데다가 제품 홍보를 위하여 필요한 정도를 넘어섰으므로 음란성을 부정할 수 없다" 라고 밝혔다.[6]

### 제품
- 충청남도 천안시에 사는 정씨는 2019년 4월 18일, 23개월 딸에게 우유를 주려다 깜짝 놀랐다. 상온에서 장기간 보관이 가능하다고 하여서 구입한 멸균우유인데, 우유에서 상한 치즈 냄새가 났기 때문이다. 빨대 꽂는 부분에서 짙은 녹색 이물질이 묻어 있기도 하였다. 정씨가 우유 종이를 가위로 잘라 내부를 확인하였더니, 하얀색 덩어리와 초록색 곰팡이가 엉켜 있었다. 정씨는 "상온에서 보관하여도 상하지 않는 우유에서 이물질이 생긴 것을 보고 놀랐다. 유심히 살펴보지 않고 딸에게 먹였으면 큰일 날 뻔하였다. 3월 중순 업체에서 12개입 2상자를 대량구입하였다" 라고 밝히며, 서울우유 홈페이지에 해당 이물질 민원을 접수하였다. 이 우유는, 서울우유 "앙팡 베이비 우유"에서 곰팡이가 발견됐다. 멸균우유는 우유를 장기간 보존하기 위하여 고온 처리로 모든 균을 죽인 우유이다. 유통기간이 수개월로 길고, 상온 보간이 가능하다는 장점이 있다. 먼역력이 약한 아이들이나 보통 분유, 모유 수유가 끝난 뒤 멸균우유를 먹는다. 서울우유는 "배송 상 문제이다. 배송 과정에 우유 종이 빨대 꽂는 부분에 파손이 생기면서 곰팡이가 대량 증식한 것으로 보인다. 멸균우유는 특별히 우유 종이 7겹으로 포장하는데, 빨대 꽂는 부분은 얇은 알루미늄 1개층으로만 이루어져 있어 파손이 생길 가능성이 있다. 2019년 5월 8일 유통기한인 제품을 해당 공장에서 66,000개 생산했으나, 동일한 오염 건은 1건도 없었다. 알루미늄층으로 되어 있는 빨대 꽂는 부분 경우 작은 충격으로도 파손될 수 있어서 유통과 판매 중 각별한 주의가 필요한데, 택배 유통을 하다 보면 파손이 일어날 수 있다. 포장 배송 과정에서 안전성을 강화하겠다" 라고 해명하였다. 한겨례 보도에서, "멸균우유 경우 공정 과정 중에 종이를 펼쳐서 안을 살균하고 이물질을 제거하고, 유통하기 전 9일 동안 검수한 뒤 변질이 유발될 가능성이 크면 출하하지 않아 공정 과정 중 이물질이 생길 가능성은 없다. 다만 최근 멸균우유를 인터넷 업체를 통하여 대량 판매하는 경우가 늘다보니, 택배 운송 과정에서 충격이 생겨 상대적으로 포장재가 얆은 빨대 꽂는 부분이 훼손되는 경우가 가끔 있다. 멸균우유는 특히 장시간 상온 보관을 특징으로 하는 만큼, 배송 보관 도중 오염되는 일이 없도록 유통 배송업체 우유 종이를 감싸서 포장하도록 요구하고 있다. 앞으로 방침을 적극적으로 시행하겠다" 라고 밝혔다.[7]

### 임금
- 서울우유가 직원들에게 "우유 소비가 줄었다" 라면서 월금 10~40%를 유제품으로 지급하여 논란이 되었다. 직급별로 차등 지급하였지만, 임원들도 200~250만원 유제품 월급을 대산에 3개월 걸쳐 받은 것으로 확인됐는데, 서울우유는 상반기에 200억 적자를 기록한 상태이다. 이에 대해 서울우유 관계자는 "회사가 어려워 직원들이 자발적으로 우유를 구매한 것이고, 동참하지 않은 직원도 있다"라고 밝혔다. 직업은 상품권이나, 물건으로 지급하지 않고 돈으로 임금을 지급하여야 하는 것이 헌행법으로 규정되어 있기 때문에, 이런 위법행위는 회사로써 윤리를 어긴 행동이라고 볼 수 있다.[8]

### 우유병 바디워시
- 2021년 5월 15일, 부산 홈플러스 아시아드점에 "서울우유 바디워시" 제품이 실제 우유 판매대 앞에 배치되어있다. 식품의약품안전처는 "식품 표시, 광고에 관한 법"과 "화장품법" 개정을 동시에 추진 중이다. 최근 유통, 식음료업계를 중심으로 경쟁적으로 "더 충격적이고 재미있는" 주제를 표방한 제품을 출시하는 과정에서 소비자 안전을 위험에 빠뜨릴 여지가 있는 제품도 속속 등장한 데 따른 대응이다. 5월 12일 홈플러스가 LG생활건강과 서울우유와 협업하여 판매하기 시작한 "온더바디 서울우유 콜라보 바디워시" 가 그 예시이다. 식품 이미지를 가져와 화장품으로 내놓은 이 제품은, 출시 직후 서울우유 모양과 크기가 비슷한 점이 눈길을 끌었으나, 15일 이 제품이 홈플러스 일부 매정에서 우유 옆에 진열된 모습이 인터넷에서 퍼지면서, 소비자들 비난을 받게 된다. 홈플러스 관계자는 "점포 직원이 잘 하려고 "연관 진열" 을 하였다가 지적을 받고 바로 잡았다. 실제 제품 앞뒷면에는 우유와 헷갈리지 않도록 관련 문구가 크게 적혀있다." 라고 해명하였다. 이에 식약처는 "이미 발의된 식품표시광고법안이 있지만, 보다 규제 대상을 명확히 하여 다시 의원입법 형태로 개정안이 발의될 것이다. 자칫 기업에 대한 영업권 침해 우려도 있기 때문에 소비자들이 우려하지 않도록 업계 자정 노력이 훨씬 중요하다" 라고 밝혔다.[9]

## 경쟁사
- 매일유업
- 남양유업
- 빙그레

## 같이 보기
- Hy (기업)
- 대한민국의 경제